# Rafael Infante
Rafael Infante Cancela (Rio de Janeiro, 23 de setembro de 1985), é um ator e humorista brasileiro. Ficou conhecido pelo trabalho na internet em diversos papeis na Porta dos Fundos.

## Biografia
Nascido no Rio de Janeiro, Rafael Infante Cancela  é filho da psicóloga Marcia Infante Vieira,  e do psiquiatra Marcelo Cancela, sendo descendente de portugueses. Rafael começou a carreira como músico ao formar uma banda com seus amigos. A banda se chamava Preto Tu. Se destacaram no cenário independente sendo comentada por Caetano Veloso e fazendo diversos shows. Estudou cinema no Rio de Janeiro e antes de completar a faculdade decidiu estudar teatro, cursando a faculdade de artes cênicas também no Rio de Janeiro.

## Carreira
Em 2005 forma o grupo de improvisação Avacalhados junto com Diego Becker, Fábio Nunes, Luizinho Lima e Tatá Werneck, seguindo até os dias de hoje com os esquetes. Em 2007 tem seu primeiro contato com as câmeras no filme Podecrer!. Aparece em diversas peças e começa a fazer curtas para o canal Anões em Chamas do mesmo diretor do Porta dos Fundos, Ian SBF.  Com boa repercussão não imaginavam que ali estaria o embrião para o canal de maior sucesso no Brasil: em 2012 inicia o canal no Youtube Porta dos Fundos junto com Fábio Porchat, Gregório Duvivier, Clarice Falcão, Letícia Lima, Júlia Rabello, Marcos Veras e outros atores, se tornando o canal de maior visualização do Brasil em menos de um ano. No mesmo ano entra para a terceira temporada do seriado do Multishow, Adorável Psicose, interpretando o personagem Cara Novo, um rapaz sem nome revelado.
Nesse mesmo ano de 2012 o ator se casa com a atriz e roteirista Tatiana Novais. O casamento inclusive foi televisionado para o programa Chuva de Arroz no canal GNT. Em 2013 entra em cartaz no teatro com a peça Rain Man interpretando a personagem Charlie Babbit, conhecido no cinema pela interpretação do ator Tom Cruise. Contracena com Marcelo Serrado e é dirigido por José Wilker. Também roda o longa Muita Calma Nessa Hora 2, de Bruno Mazzeo, e tem atuação destacada com o personagem roqueiro e poético. Fez participações pequenas em programas de TV e campanhas publicitárias ao longo desse ano de 2013, e nesse mesmo ano estreia na TV Globo no programa Divertics aos domingos, junto com Luis Fernando Guimarães, Leandro Hassum, entre outros. Em 2015 Rafael está envolvido em três projetos: estreou em turnê nacional o espetáculo Infantaria, que escreveu com Tatiana Novais, que também assina a direção. Também atuou no filme Diva a Dois, com Vanessa Giácomo e direção de Paulo Fontenele, e começou a rodar o filme do Porta dos Fundos: Contrato Vitalício, que foi lançado em junho de 2016.
Em 2016, Rafael esteve no elenco de Vai que Cola no canal Multishow. Em 2019, estreou em sua primeira novela da TV Globo.
Em 2022, protagonizou a comédia Minha Família Perfeita, junto com Isabelle Drummond. Em 2023, estrelou o filme Não Tem Volta, ao lado de Manu Gavassi.

## Vida pessoal
Natural da cidade do Rio de Janeiro, Rafael é casado com a atriz Tatiana Novais desde 2012. Estudou cinema na faculdade Estácio de Sá e teatro da Faculdade UniverCidade em Ipanema. Ator e comediante, também é musico e compositor.

## Filmografia

### Televisão
| Ano     | Título                | Personagem                           | Nota                                     |
| ------- | --------------------- | ------------------------------------ | ---------------------------------------- |
| 2004    | Linha Direta          | Alan Tramontina                      | Episódio: "Casada com a Dor"             |
| 2011    | Barata Flamejante     | Rafael / Salamandra                  |                                          |
| 2012–14 | Adorável Psicose      | Rafael                               |                                          |
| 2013    | Louco por Elas        | Théo                                 | Episódios: "21 e 28 de maio"             |
| 2013–14 | Divertics             | Vários personagens                   |                                          |
| 2014    | Geração Brasil        | Ouriço                               | Episódio: "17 de maio"                   |
| 2014    | A Grande Família      | Apresentador do Informe Publicitário | Episódio: "Rock and Roll Nunca Morre"    |
| 2015    | Refém                 | Rogério                              |                                          |
| 2016–19 | Vai que Cola          | Éricsson                             |                                          |
| 2019    | Cine Holliúdy         | Armando Fagundes                     | Episódio: "4"                            |
| 2019    | Bom Sucesso           | Pablo Sanches                        |                                          |
| 2020    | O Reality Que Eu Vivo | Cauã Ferreira                        |                                          |
| 2020    | Simples Assim         | Fã de Angélica                       | Episódio: "24 de outubro"                |
| 2021    | No Limite             | Colunista                            | Quadro: "Sem Limites"                    |
| 2022    | LOL: Se Rir, Já Era!  | Participante (8º lugar)              | Temporada 2                              |
| 2023    | Dança dos Famosos     | Participante (12º lugar)             | Temporada 20                             |
| 2024    | Família É Tudo        | Toni Linguinha                       | Episódios: "30 de agosto–27 de setembro" |
| 2024    | Fantástico            | Carlinhos Avelar                     | Quadro: "Plantananã"                     |
| 2024    | Vem que Tem           | Cláudio                              | História: Brastemp                       |
| 2025    | Rensga Hits!          | Henri                                | Temporada 3                              |

### Cinema
| Ano  | Título                     | Personagem                | Notas |
| ---- | -------------------------- | ------------------------- | ----- |
| 2007 | Podecrer!                  | Lucas                     |       |
| 2014 | Muita Calma Nessa Hora 2   | Neco                      |       |
| 2015 | Divã a 2                   | Marcos                    |       |
| 2017 | Ninguém Entra, Ninguém Sai | Alexandre                 |       |
| 2017 | Meus 15 Anos: O Filme      | Eduardo Marinho (Edu)     |       |
| 2020 | Solteira Quase Surtando    | Tadeu                     |       |
| 2021 | Missão Cupido              | O Presidente (Deus)       |       |
| 2021 | Peçanha Contra o Animal    | Carlos Avelar (Carlinhos) |       |
| 2022 | Vai Dar Nada               | Fernando                  |       |
| 2022 | Minha Família Perfeita     | Fred                      |       |
| 2023 | Não Tem Volta              | Henrique                  |       |
| 2023 | O Primeiro Natal do Mundo  | Duende Max                |       |

### Dublagem
| Ano  | Título              | Personagem           | Notas |
| ---- | ------------------- | -------------------- | ----- |
| 2019 | O Parque dos Sonhos | Cooper (voz)         |       |
| 2021 | Te Prego Lá Fora    | Brian/ Salomão (voz) |       |
| 2025 | Abá e Sua Banda     | Melão Rosa (voz)     |       |

### Internet
| Ano  | Título                           | Personagem         |
| ---- | -------------------------------- | ------------------ |
| 2010 | Anões em Chamas                  | Vários personagens |
| 2012 | Porta dos Fundos                 | Vários personagens |
| 2018 | Ferdinando.Doc: Por Trás da Diva | Mickey             |

## Teatro
| Ano  | Título               | Personagem         |
| ---- | -------------------- | ------------------ |
| 2005 | Avacalhados          | Vários personagens |
| 2011 | Assassinato no Motel | Rob                |
| 2012 | Deixa Solto          | Vários personagens |
| 2013 | Rain Man             | Charlie            |
| 2015 | Infantaria           | Ele mesmo          |

## Prêmios e indicações
| Ano  | Premiação                     | Categoria            | Indicação              | Resultado |
| ---- | ----------------------------- | -------------------- | ---------------------- | --------- |
| 2023 | Festival Sesc Melhores Filmes | Melhor Ator Nacional | Minha Família Perfeita | Indicado  |
| 2024 | Festival Sesc Melhores Filmes | Melhor Ator Nacional | Não Tem Volta          | Pendente  |